# Víctor Antonio Corrales Burgueño
Víctor Antonio Corrales Burgueño (Cosalá, Sinaloa; 29 de julio de 1955) es un académico y político mexicano, miembro del Partido Sinaloense. Fue presidente del PAS de 2021 a 2023, y de 2024 a 2025. Se ha desempeñado como Rector de la Universidad Autónoma de Sinaloa (2009-2013) y diputado local (2016-2018).

## Biografía
Nació en el municipio de Cosalá el 29 de julio de 1955, allí transcurrió su infancia hasta que en su juventud se traslada a la capital sinaloense, Culiacán, ciudad donde Corrales Burgueño cursa el bachillerato. 

#### Estudios y formación
Cuenta con Doctorado en Educación por la Universidad Autónoma del Estado de Morelos, tras haber cursado la Licenciatura en Ciencias de la Educación y Maestría en Ciencias de la Educación, en ambos casos por la Universidad Autónoma de Sinaloa, además de ser Técnico Profesional en Procesamiento de Productos Pesqueros por Centro de Estudios Tecnológicos del Mar. 

## Trayectoria académica
Desde 1979 ha sido profesor investigador de la UAS con adscripción en la Dirección General de Investigación y Posgrado, donde desarrolló proyectos de investigación, estrategias de planeación institucional y dirigió tesis de doctorado e investigaciones en Educación y Sociología. 
A Corrales Burgueño se le atribuye la creación del programa de "Doctores Jóvenes" y la consolidación de programas de fomento a la investigación en campo, como coordinador de su departamento universitario.  
En este periodo los estudios de posgrado de la Universidad Autónoma de Sinaloa dieron un salto sin precedentes.  
En 2009 es elegido por el consejo universitario como Rector de la Universidad Autónoma de Sinaloa para el periodo 2009 - 2013. 
Durante su periodo se amplió la cobertura educativa. Su lema era: "que nadie se quede fuera de las aulas universitarias".  
Además, Corrales Burgueño fortaleció los procesos de evaluación y acreditación de los programas educativos como programas de calidad, evaluados por organismos nacionales, lo que permitió "bajar" más recursos financieros para la universidad.  
También impulsó alicientes y entrega de premios universitarios y llegó a acuerdos para liquidar las deudas que la UAS tenía con el IMSS e Infonavit, entre otras cosas.  

## Trayectoria política

### Diputado local (2016 - 2018)
Fue elegido como diputado local de representación proporcional en la LXII del Estado de Sinaloa, por el Partido Sinaloense. 
Se desempeñó como Presidente de la Mesa Directiva, integrante con voz la Junta de Coordinación Política, presidente de la comisión de Educación Pública y Cultura, vocal de la comisión de Desarrollo Económico; y de la comisión de Fiscalización. 

### Presidente del Partido Sinaloense
El 1 de noviembre de 2021 fue nombrado Presidente del Partido Sinaloense, después de que Héctor Melesio Cuén Ojeda fue propuesto como Secretario de Salud de Sinaloa en el gabinete del gobernador Rubén Rocha Moya.